# Slint
Slint var ett rockband från Louisville, Kentucky som bildades 1986 av Brian McMahan (sång och gitarr), David Pajo (gitarr), Britt Walford (trummor) och Ethan Buckler (basgitarr, senare ersatt av Todd Brashear). Bandet upplöstes 1991 men har genomfört tillfälliga återföreningar 1992, 1994, 2005, 2007 och 2013–2014.
De hann släppa två album: Tweez från 1989 och Spiderland som utkom kort efter deras splittring 1991. Bandet kom från punkscenen i Louisville men utvecklade snart en personlig stil som präglades av ett långsamt tempo, ofta rena gitarrer och dissonanta harmonier. Texterna mumlades växelvis med att skrikas och innehöll bisarra och ganska fascinerande historier. Ljudmässigt är ett annat av bandets kännetecken de minimalistiska men ändå komplexa delarna som spelas mycket precist.
Tweez (producerad av Steve Albini) visar ett band som håller på att hitta sin stil och är lovande men är inte riktigt så fokuserad som deras senare verk. Notval och harmonier är okonventionella och uppfinningsrika. Plattan präglas av en väsentligen mer kraftfullt odistanserad hållning till lek än senare material.
Spiderland betraktas som deras bästa album. Tonen är mer allvarlig än i Tweez och arrangemangen mer utarbetade. En nästan kuslig stämning ligger över materialet. Överlag är musiken ganska lugn men stundtals bryts de lugna partierna av hårt distade utbrott som blir ännu mer effektiva på grund av deras sparsamma användning - ett tydligt exempel är låten "Washer". Texterna är udda berättelser: en man som möter en spåkvinna på ett nöjesfält och åker berg och dalbana med henne, en asocial enstöring som går på fest, en desorienterad sjökapten som återförenas med sin son efter en storm.

## Medlemmar
Officiella medlemmar
- Brian McMahan – gitarr, sång (1986–1990, 1992, 1994, 2005, 2007, 2013–2014)
- David Pajo – gitarr (1986–1990, 1992, 1994, 2005, 2007, 2013–2014)
- Britt Walford – trummor, gitarr, sång (1986–1990, 1992, 1994, 2005, 2007, 2013–2014)
- Ethan Buckler – basgitarr (1986–1987)
- Todd Brashear – basgitarr (1988–1990, 1992)
- Tim Ruth – basgitarr (1994)

Tillfälliga återföreningar
- Michael McMahan – gitarr (2005, 2007, 2013–2014)
- Todd Cook – basgitarr (2005, 2007)
- Matt Jencik – basgitarr (2007, 2013–2014)

## Diskografi
Studioalbum
- 1989 – Tweez
- 1991 – Spiderland

Samlingsalbum
- 2014 – Bonus Tracks

EP
- 1994 – Slint